# مرته میکلبوست
مرته میکلبوست (نروژی: Merete Myklebust؛ زادهٔ ۱۶ مهٔ ۱۹۷۳) بازیکن فوتبال زن اهل نروژ بود.